# Championnats d'Amérique du Sud d'athlétisme 1924
Navigation
Édition précédente Édition suivante
Les 3e Championnats d'Amérique du Sud d'athlétisme ont eu lieu en 1924 à Buenos Aires.
Les pays participants sont toujours l'Argentine, pays hôte de la manifestation, l'Uruguay et le Chili.
Lors de cette édition, les épreuves de sauts (en longueur et en hauteur) sans élan  et du 200 mètres haies disparaissent, mais les épreuves du 3 000 mètres, du relais 4 × 100 mètres, du 3 000 mètres en course par équipe, du cross-country et du décathlon font leur apparition.

## Résultats

### Hommes
Légende : Le « ? » devant l'abréviation « s » indique que le temps n'est pas connu. Au cas où la case vide est celle où doit apparaître le nom de l'athlète, c'est soit qu'il n'y pas eu autant de participants que de médailles distribués, soit que son nom ni sa nationalité ne sont connus.
| Épreuves                | Or                                     | Argent                                 | Bronze                            |
| ----------------------- | -------------------------------------- | -------------------------------------- | --------------------------------- |
| 100 mètres              | Miguel Enrico (ARG) 10 s 9             | Augusto de Negri (ARG) ? s             | Luis Miguel (CHI) ? s             |
| 200 mètres              | Félix Escobar (ARG) 22 s 1             | Luis Miguel (CHI) ? s                  | Roberto García (ARG) ? s          |
| 400 mètres              | Félix Escobar (ARG) 49 s 4             | Francisco Dova (ARG) 49 s 4            | Federico Brewster (ARG)           |
| 800 mètres              | Francisco Dova (ARG) 2 min 02 s 9      | Alfredo Iglesias (URU) ? min           | seulement 2 finalistes            |
| 1 500 mètres            | Víctor Moreno (CHI) 4 min 11 s 9       | Luis Decouvieres (CHI) 4 min 13 s 0    | Juan Baeza (CHI) ? min            |
| 3 000 mètres            | Manuel Plaza (CHI) 8 min 56 s 3        | ?                                      | ?                                 |
| 5 000 mètres            | Manuel Plaza (CHI) 15 min 37 s 2       | Juan Baeza (CHI) ? min                 | Luis Celis (CHI) ? min            |
| 10 000 mètres           | Manuel Plaza (CHI) 32 min 19 s 8       | Juan Bravo (CHI) 33 min 04 s 5         | Luis Celis (CHI) 33 min 12 s 8    |
| 110 mètres haies        | Guillermo Newbery (ARG) 15 s 8         | Otto Dietsch (ARG) ? s                 | Leandro Gómez (URU) ? s           |
| 400 mètres haies        | Humberto Lara (CHI) 56 s 2             | Enrique Thompson (ARG) ? s             | Carlos Müller (CHI) ? s           |
| Saut en hauteur         | Valerio Vallanía (ARG) 1,80 m          | Hernán Orrego (CHI) 1,75 m             | Carlos Fernández (URU) 1,70 m     |
| Saut à la perche        | Jorge Haeberli (ARG) 3,60 m            | Ernesto Goycolea (CHI) 3,50 m          | Roberto Holm (ARG) 3,50 m         |
| Saut en longueur        | Ramiro García (CHI) 6,63 m             | Luis Brunetto (ARG) 6,63 m             | Juan Felitto (URU) 6,41 m         |
| Triple saut             | Luis Brunetto (ARG) 14,64 m            | Alfredo Miserere (ARG) 13,72 m         | Ángel Colombo (URU) 13,55 m       |
| Lancer de poids         | Domingo Minetti (ARG) 12,74 m          | Benjamín Acevedo (CHI) 12,49 m         | Jorge Llobet Cullen (ARG) 12,46 m |
| Lancer de disque        | David Martín Estévez (URU) 38,34 m     | Héctor Benapres (CHI) 37,81 m          | Jorge Llobet Cullen (ARG) 36,83 m |
| Lancer du marteau       | Alfredo Wismer (ARG) 41,61 m           | Jorge Llobet Cullen (ARG) 40,39 m      | Luis Romana (ARG) 39,50 m         |
| Lancer du javelot       | Arturo Medina (CHI) 53,70 m            | José Jiménez (ARG) 50,18 m             | Guillermo Newbery (ARG) 48,45 m   |
| Décathlon               | Enrique Thompson (ARG) 5 876,67 points | Guillermo Newbery (ARG) 5 851,7 points | Benjamín Acevedo (CHI) ? points   |
| Relais 4 × 100 mètres   | Argentine 42 s 9                       | Uruguay ? s                            | Chili ? s                         |
| Relais 4 × 400 mètres   | Argentine 3 min 23 s 4                 | Chili ? min                            | Uruguay ? min                     |
| 3 000 mètres par équipe | Chili ?                                | ?                                      | ?                                 |
| Cross-country           | Manuel Plaza (CHI) 58 min 17 s 3       | Juan Baeza (CHI) ? min                 | Víctor Moreno (CHI) ? min         |

### Femmes
Les épreuves féminines ne débuteront pas avant 1939.

## Tableau des médailles
| Rang | Nation    | Or | Argent | Bronze | Total |
| ---- | --------- | -- | ------ | ------ | ----- |
| 1    | Argentine | 13 | 9      | 7      | 29    |
| 2    | Chili     | 9  | 10     | 8      | 27    |
| 3    | Uruguay   | 1  | 2      | 5      | 8     |

Le Chili marque donc 112 points, l'Argentine 141 points et l'Uruguay 35 (résultats issus de gbrathletics).